# Jesús García Ferrer
Jesús García Ferrer (Calpe, Alicante, 14 de octubre de 1984), también conocido como Jesulink, es un autor de cómics español, autor de las obras 5 Elementos, Raruto, Kofi, Manochan Fighters y Kofi Quest: Alpha MOD. Además, es el director del estudio editorial Loftur Studios, fundado por él mismo. Además tiene 3 hijas.

## Biografía
Comenzó a dibujar con solo 12 años inspirado por la serie animada y el manga Dragon Ball, que le llevó a realizar su primer cómic de 200 páginas. En la universidad comenzó a dibujar su primera obra de éxito, Raruto, una parodia del popular manga Naruto. La influencia de elementos de cultura popular como referencias a videojuegos u otros cómics, sobre todo de procedencia oriental, ayudó a popularizarlo y que alcanzase cifras de hasta 50.000 seguidores en la red. En 2008 y dado al apoyo y seguimiento de Raruto, García Ferrer lanzó 5 Elementos, su primera obra original. 
Compaginando con su trabajo como profesor de informática de instituto, a la vez que proseguía con las publicaciones de Raruto y 5 Elementos, García Ferrer empieza a trabajar en Mano-chan Fighters, un videojuego de lucha publicado en 2011 protagonizado por personajes de sus obras anteriores.
En 2013, coincidiendo con la finalización de Raruto, García Ferrer funda el nuevo sello Loftur Studios, mediante el cual inicia nuevos proyectos, entre ellos Kofi. Este último proyecto se trata de una serie de animación de capítulos de corta duración publicados en YouTube en 2014. Desde Loftur, García Ferrer continua con la realización de 5 Elementos y Kofi, y en la iniciativa Loftur Games, a través la cual se encuentra dirigiendo Kofi Quest: Alpha MOD, un videojuego basado en la serie Kofi.

## Trabajos más relevantes
Raruto (2005)
En 2005, García Ferrer publica en Internet el webcómic Raruto, una sátira dibujada a lápiz. El argumento de esta obra no varía mucho de la original, sin embargo, el espíritu gamberro y paródico de la obra le lleva a numerosos Salones de Manga durante años. Raruto logra que García Ferrer acumule más de 50.000 seguidores en la red. Después de 8 años de publicaciones y 9 tomos coleccionables, este proyecto finalizó en octubre de 2013.
5 Elementos (2008)

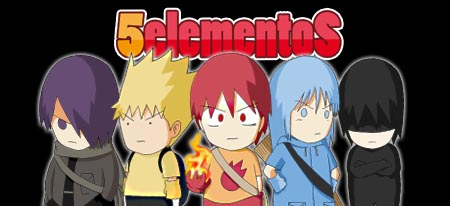
El webcómic 5 Elementos, obra de Jesulink

Tras el apoyo que obtuvo la sátira Raruto, García Ferrer se embarca en la creación de su primera obra original, 5 Elementos. Esta obra se trata de un web cómic que fue publicada por primera vez el 24 de septiembre de 2008, y está basada en un universo habitado por seres capaces de manejar un elemento de la naturaleza. Concretamente, la historia tiene como protagonista a Kaji Llamaviva, un elemental de fuego,  que descubre junto a sus amigos la verdad sobre la leyenda de los 5 Elementos.
Dada la popularidad que alcanzó 5 Elementos, acabó por publicarse en formato físico en 2009, llegando a alcanzar unas ventas de alrededor de los 25.000 ejemplares. A lo largo de los años, 5 Elementos recibe varios premios a “Mejor Manga de autor español” en el XVI Salón del manga de Barcelona y diversos a los consecutivos en el Expomanga de Madrid. El webcómic finalizó en 2017 y cuenta con 9 sagas.
Kofi (2014)
En 2014, García Ferrer publica en YouTube una serie de animación de capítulos de corta duración, Kofi, creada junto con un pequeño grupo de artistas y músicos, que actualmente cuenta con varios millones de visitas y 50.000 suscriptores en el canal oficial que publica los episodios. Por ahora la webserie cuenta con tres temporadas y una cuarta en camino. García Ferrer basa en este mundo su futuro proyecto: Kofi Quest: MOD Alpha un videojuego de estrategia en tiempo real, en el que aún se encuentra trabajando a través de Loftur Games.

## Distinciones
- 5 Elementos, mejor Webcómic de autor español 2015 (expocómic Marid 2015)
- Kofi, mejor webserie de animación 2014 (Entrega II Festival Español de Webseries FEW 2015)
- Kofi, mejor contenido de animación 2014 (Entrega Gala de los premios del día de Internet)
- 5 Elementos, mejor Manga de autor español 2012 (Expocómic en Expomanga de Madrid 2013)
- 5 Elementos, mejor Manga de autor español 2011 (Expocómic en Expomanga de Madrid 2012)
- Jesulink, mejor autor de Manga español 2011 (Expocómic en Expomanga de Madrid 2012)
- 5 Elementos, mejor Manga de autor español 2010 (Expocómic en Expomanga de Madrid 2011)
- Jesulink, mejor autor de Manga español 2010 (Expocómic en Expomanga de Madrid 2011)
- 5 Elementos, mejor Manga de autor español  (Entrega Ficómic en XVI Salón del manga de Barcelona 2010)
- 5 Elementos, mejor Manga de autor español 2009 (Expocómic en Expomanga de Madrid 2010)
- Premio Jaume Pastor i Fluixà de la vila de Calp (Categoría joven).